# Districte de Leventina
El Districte de Leventina és un dels vuit districtes del Cantó de Ticino (Suïssa). Té 9.943 habitants (cens de 2007) i una superfície de 479.9 km². Està dividit en 18 municipis i la capital del districte és Faido.

## Municipis
| Circolo di Airolo | Circolo di Airolo | Circolo di Airolo     | Circolo di Airolo | Circolo di Airolo |
| Escut             | Nom               | Habitants (Des. 2007) | Superfície en km² | Núm. OFS          |
| ----------------- | ----------------- | --------------------- | ----------------- | ----------------- |
| Airolo            | Airolo            | 1585                  | 94.5              | 5061              |
| Bedretto          | Bedretto          | 83                    | 75.2              | 5063              |
|                   | Total             | 1668                  | 169.7             |                   |

| Circolo di Giornico | Circolo di Giornico | Circolo di Giornico   | Circolo di Giornico | Circolo di Giornico |
| Escut               | Nom                 | Habitants (Des. 2007) | Superfície en km²   | Núm. OFS            |
| ------------------- | ------------------- | --------------------- | ------------------- | ------------------- |
| Anzonico            | Anzonico            | 105                   | 10.6                | 5062                |
| Bodio               | Bodio               | 1019                  | 6.4                 | 5064                |
| Cavagnago           | Cavagnago           | 87                    | 6.7                 | 5068                |
| Giornico            | Giornico            | 913                   | 19.5                | 5073                |
| Personico           | Personico           | 371                   | 39.1                | 5076                |
| Pollegio            | Pollegio            | 879                   | 5.9                 | 5077                |
| Sobrio              | Sobrio              | 82                    | 6.4                 | 5081                |
|                     | Total               | 3456                  | 94.6                |                     |

| Circolo di Faido | Circolo di Faido | Circolo di Faido      | Circolo di Faido  | Circolo di Faido |
| Escut            | Nom              | Habitants (Des. 2007) | Superfície en km² | Núm. OFS         |
| ---------------- | ---------------- | --------------------- | ----------------- | ---------------- |
| Calpiogna        | Calpiogna        | 37                    | 3.3               | 5066             |
| Campello         | Campello         | 60                    | 4.0               | 5067             |
| Chironico        | Chironico        | 409                   | 57.7              | 5070             |
| Faido            | Faido            | 1984                  | 25.5              | 5072             |
| Mairengo         | Mairengo         | 513                   | 6.6               | 5074             |
| Osco             | Osco             | 126                   | 11.9              | 5075             |
|                  | Total            | 3129                  | 109.0             |                  |

| Circolo di Quinto | Circolo di Quinto | Circolo di Quinto     | Circolo di Quinto | Circolo di Quinto |
| Escut             | Nom               | Habitants (Des. 2007) | Superfície en km² | Núm. OFS          |
| ----------------- | ----------------- | --------------------- | ----------------- | ----------------- |
| Dalpe             | Dalpe             | 182                   | 14.5              | 5071              |
| Prato (Leventina) | Prato (Ticino)    | 453                   | 16.9              | 5078              |
| Quinto            | Quinto            | 1055                  | 75.2              | 5079              |
|                   | Total             | 1690                  | 106.6             |                   |

## Fusions de municipis
- 2005: Calonico, Chiggiogna, Faido i Rossura → Faido

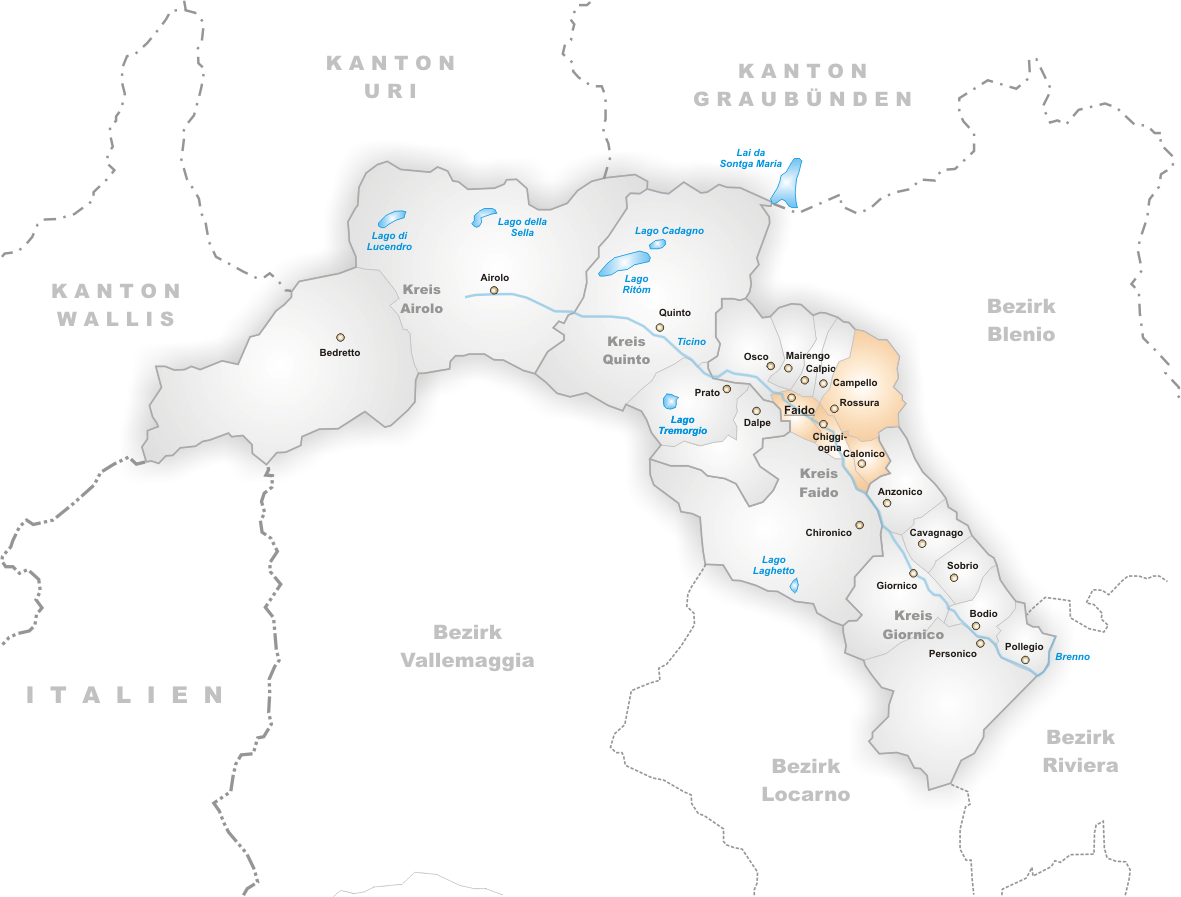
Municipis el 2005